# Viktor Mayer-Schönberger (Jurist)

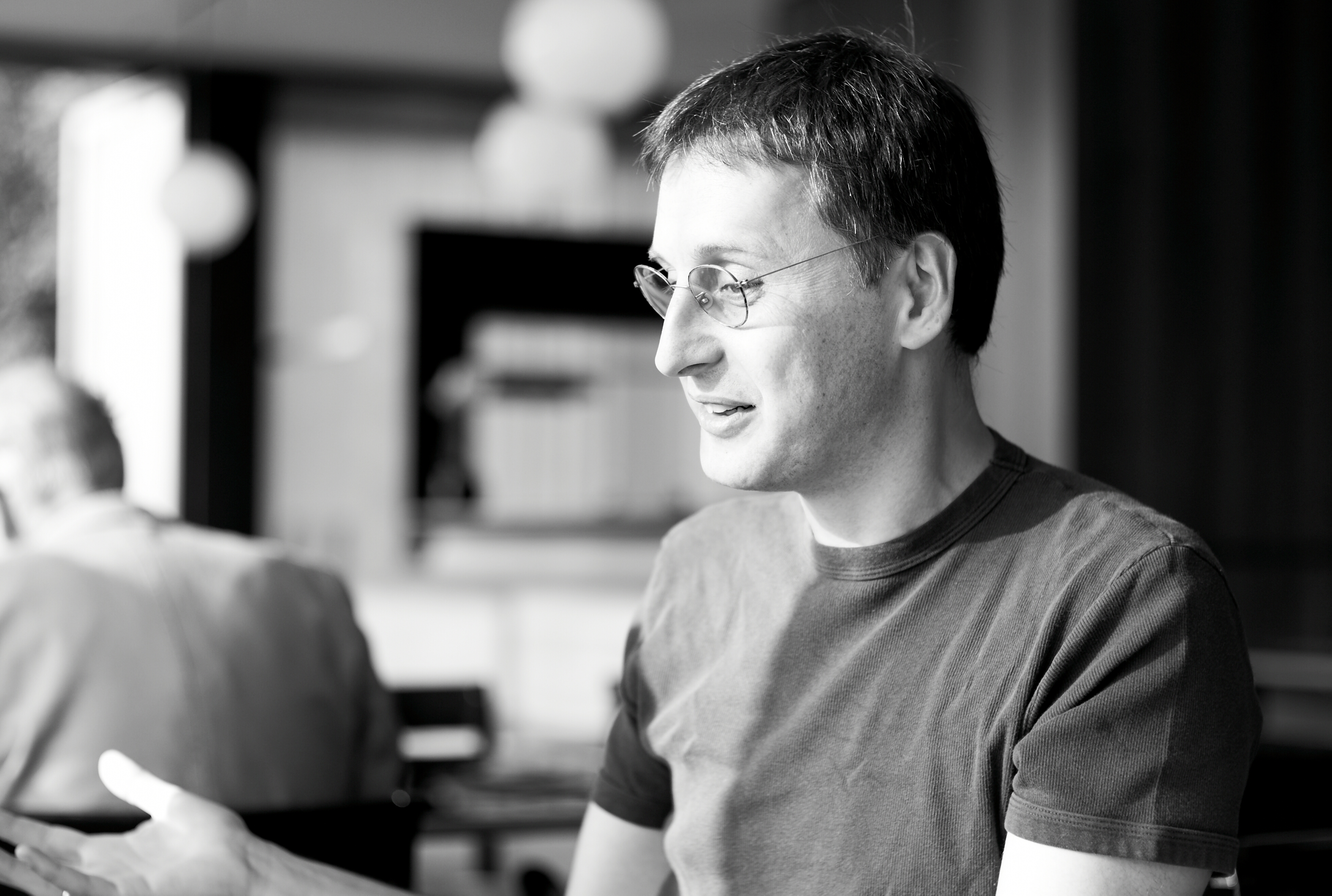
Viktor Mayer-Schönberger, 2007

Viktor Mayer-Schönberger (* 1966 in Zell am See) ist ein österreichischer Wissenschaftler für Internet Governance.

## Leben
Der Sohn einer Kinobesitzerin und eines Steuerberaters wurde 1966 in Zell am See geboren. Nach dem Besuch der Volksschule und eines Bundes-Realgymnasium an seinem Geburtsort studierte er sieben Semester Rechtswissenschaften an der Universität Salzburg. In dieser Zeit war er bereits erfolgreich bei der Internationalen Physikolympiade und im Österreichischen Wettbewerb für junge Programmierer. Nach einem Master-Studium an der Harvard Law School promovierte er 1991 in Salzburg zum Doktor der Rechtswissenschaften. In London graduierte er 1992 zum Master of Science an der London School of Economics and Political Science.
Im Jahr 1986 gründete er die Software-Firma Ikarus mit Entwicklungsschwerpunkt in der Datensicherheit und entwickelte Virus Utilities, eines der am meisten verkauften österreichischen Software-Produkte. 1992 verkaufte er das Unternehmen. Danach führte er zwei Jahre lang die Steuerberatungskanzlei seines Vaters.
Ab 1994 arbeitete Mayer-Schönberger am Österreichischen Institut für Europäische Rechtspolitik in Salzburg, wo er das Projekt Informationsrecht leitete, und ab 1996 als Assistent an der Juridischen Fakultät der Universität Wien. 1999 übernahm er eine Professur an der Harvard Kennedy School. Die Habilitation erreichte er 2001 an der Universität Graz. Am Institut für Rechtswissenschaftliche Grundlagen derselben wirkt Mayer-Schönberger als Honorarprofessor.
Aktuell ist Mayer-Schönberger am Oxford Internet Institute tätig. Er berät unter anderem Unternehmen, Regierungen und internationale Organisationen.
Mayer-Schönberger propagiert das Recht auf Vergessenwerden. Er beschäftigt sich mit den gesellschaftlichen Folgen der Nutzung von Big Data.
Im August 2018 wurde Mayer-Schönberger in den neu gegründeten 10-köpfigen Digitalrat der deutschen Bundesregierung berufen.

## Ehrungen
- 1999: Wahl zum Salzburger des Jahres[10]

## Schriften (Auswahl)
Viktor Mayer-Schönberger veröffentlichte mehrere Bücher und diverse wissenschaftliche Beiträge.
- Das Recht am Info-Highway. Orac, Wien 1997, ISBN 3-7007-1131-X
- mit Lucas Schneider-Manns-Au (Hrsg.): Der Jurist am Info-Highway. Über die Zukunft eines Berufsstandes. Orac, Wien 1997, ISBN 3-7007-1170-0
- mit Ernst O. Brandl (Bearb.): Datenschutzgesetz 2000. Gesetzestext, Erläuterungen zur Regierungsvorlage, Ausschußbericht sowie EG-Datenschutz-Richtlinie. Mit kommentierter Darstellung der Neuerungen. Linde, Wien 1999, ISBN 3-85122-983-5; 2. überarbeitete Auflage: Datenschutzgesetz. Grundsätze und europarechtliche Rahmenbedingungen. Gesetzestext mit Materialien. Datenschutz-Verordnungen und Richtlinien im Anhang. ebd. 2006, ISBN 3-7073-0869-3
- mit Michael Pilz, Christian Reiser & Gabriele Schmölzer: Signaturgesetz. Praxiskommentar. Orac, Wien
  - Hauptband. 1999, ISBN 3-7007-1754-7
  - Signaturverordnung (SigV). Kommentierte Beilage. 2000, ISBN 3-7007-1842-X
- Information und Recht. Vom Datenschutz bis zum Urheberrecht. Praxisbezogene Perspektiven für Österreich, Deutschland und die Schweiz. Springer, Wien/New York 2000, ISBN 3-211-83456-7
- mit Franz Galla & Markus Fallenböck (Hrsg.): Das Recht der Domain Namen. Manz, Wien 2001, ISBN 3-214-06886-5
- mit David Lazer (Hrsg.): Governance And Information Technology: From Electronic Government to Information Government. The MIT Press, 2007, ISBN 978-0-262-63349-9
- Delete: The Virtue of Forgetting in the Digital Age. Princeton University Press, 2009, ISBN 978-1-4008-3128-9
  - Delete. Die Tugend des Vergessens in digitalen Zeiten. Berlin University Press, Berlin 2010, ISBN 978-3-940432-90-2
    - Der Speicherplatz ist viel zu billig, Rezension von Manuela Lenzen, Frankfurter Allgemeine Zeitung, 21. Dezember 2010
    - Rezension von Wolfgang Schmale, H-Soz-u-Kult, 11. Februar 2011
- mit Kenneth Cukier: Big Data: A Revolution That Will Transform How We Live, Work, and Think. Hodder & Stoughton, 2013, ISBN 978-1-84854-790-2.
  - Big Data. Die Revolution, die unser Leben verändern wird. Redline-Verlag, München 2013, ISBN 978-3-86881-506-1.
- mit Thomas Ramge: Das Digital. Markt, Wertschöpfung und Gerechtigkeit im Datenkapitalismus. Econ, Berlin 2017, ISBN 978-3-430-20233-6.
- mit Thomas Ramge: Machtmaschinen. Warum Datenmonopole unsere Zukunft gefährden und wie wir sie brechen. Muhrmann, 2020, ISBN 978-3-86774-651-9